# Kanton Nantes-11
Nantes-11 is een voormalig kanton van het Franse departement Loire-Atlantique. Het kanton maakte deel uit van het arrondissement Nantes.
Het kanton omvatte uitsluitend een deel van de gemeente Nantes.